# Marsteinia bozici
Marsteinia bozici is een eenoogkreeftjessoort uit de familie van de Neobradyidae. De wetenschappelijke naam van de soort is voor het eerst geldig gepubliceerd in 1968 door Bodin.